# Marcantonio Barbarigo
Marcantonio kardinal Barbarigo, italijanski rimskokatoliški duhovnik, škof in kardinal, * 6. marec 1640, Benetke, † 26. maj 1706.

## Življenjepis
6. junija 1678 je bil imenovan za nadškofa Krfa in 26. junija istega leta je prejel škofovsko posvečenje.
2. septembra 1686 je bil povzdignjen v kardinala.
7. julija 1687 je bil imenovan za nadškofa (osebni naziv) škofije Montefiascone.